# Alisher Dzhalilov
Bản mẫu:Eastern Slavic name
Alisher Lutfulloyevich Dzhalilov (tiếng Tajik: Алишер Ҷалилов, tiếng Nga: Алишер Лутфуллоевич Джалилов; sinh ngày 29 tháng 8 năm 1993) là một cầu thủ bóng đá người Nga gốc Tajik. Anh thi đấu cho Istiklol.

## Sự nghiệp câu lạc bộ
Anh ra mắt tại Giải bóng đá ngoại hạng Nga cho F.K. Rubin Kazan vào ngày 18 tháng 6 năm 2011 trong trận đấu với F.K. Rostov.
Vào ngày 12 tháng 6 năm 2017, anh ký bản hợp đồng 2 năm cùng với F.K. Baltika Kaliningrad.

## Thống kê sự nghiệp

### Câu lạc bộ
Tính đến ngày 8 tháng 9 năm 2020
| Câu lạc bộ                     | Mùa giải            | Giải đấu                             | Giải đấu | Giải đấu | Cúp quốc gia | Cúp quốc gia | Châu lục | Châu lục | Khác | Khác | Tổng cộng | Tổng cộng |
| Câu lạc bộ                     | Mùa giải            | Hạng                                 | Trận     | Bàn      | Trận         | Bàn          | Trận     | Bàn      | Trận | Bàn  | Trận      | Bàn       |
| ------------------------------ | ------------------- | ------------------------------------ | -------- | -------- | ------------ | ------------ | -------- | -------- | ---- | ---- | --------- | --------- |
| Rubin Kazan                    | 2009                | Russian Premier League               | 0        | 0        | 0            | 0            | 0        | 0        | 0    | 0    | 0         | 0         |
| Rubin Kazan                    | 2010                | Russian Premier League               | 0        | 0        | 0            | 0            | 0        | 0        | 0    | 0    | 0         | 0         |
| Rubin Kazan                    | 2011–12             | Russian Premier League               | 3        | 0        | 1            | 0            | 1        | 0        | -    | -    | 5         | 0         |
| Rubin Kazan                    | 2012–13             | Russian Premier League               | 0        | 0        | 0            | 0            | 0        | 0        | -    | -    | 0         | 0         |
| Rubin Kazan                    | 2013–14             | Russian Premier League               | 1        | 0        | 1            | 0            | 1        | 0        | -    | -    | 3         | 0         |
| Rubin Kazan                    | 2014–15             | Russian Premier League               | 0        | 0        | 0            | 0            | -        | -        | -    | -    | 0         | 0         |
| Rubin Kazan                    | 2015–16             | Russian Premier League               | 4        | 0        | 1            | 0            | 0        | 0        | -    | -    | 5         | 0         |
| Rubin Kazan                    | 2016–17             | Russian Premier League               | 0        | 0        | 0            | 0            | -        | -        | -    | -    | 0         | 0         |
| Rubin Kazan                    | Tổng cộng           | Tổng cộng                            | 8        | 0        | 3            | 0            | 2        | 0        | 0    | 0    | 13        | 0         |
| Neftekhimik Nizhnekamsk (muợn) | 2012–13             | Russian Football National League     | 28       | 2        | 1            | 0            | -        | -        | -    | -    | 29        | 2         |
| Neftekhimik Nizhnekamsk (muợn) | 2013–14             | Russian Football National League     | 5        | 0        | 0            | 0            | -        | -        | -    | -    | 5         | 0         |
| Rubin-2 Kazan (muợn)           | 2014–15             | Russian Professional Football League | 14       | 1        | -            | -            | -        | -        | -    | -    | 14        | 1         |
| Baltika Kaliningrad            | 2017–18             | Russian Football National League     | 27       | 4        | 1            | 0            | -        | -        | -    | -    | 28        | 4         |
| Istiklol                       | 2019                | Tajik League                         | 15       | 11       | 4            | 2            | 7        | 3        | 1    | 0    | 27        | 16        |
| Istiklol                       | 2020                | Tajik League                         | 14       | 12       | 1            | 1            | 3        | 0        | 1    | 0    | 19        | 14        |
| Istiklol                       | Tổng cộng           | Tổng cộng                            | 29       | 23       | 5            | 3            | 10       | 3        | 2    | 0    | 46        | 30        |
| Tổng cộng sự nghiệp            | Tổng cộng sự nghiệp | Tổng cộng sự nghiệp                  | 111      | 30       | 10           | 3            | 12       | 3        | 2    | 0    | 135       | 37        |

### Quốc tế
| Tajikistan | Tajikistan | Tajikistan |
| Năm        | Trận       | Bàn        |
| ---------- | ---------- | ---------- |
| 2019       | 6          | 1          |
| 2020       | 1          | 0          |
| 2021       | 3          | 2          |
| 2022       | 3          | 1          |
| 2023       | 5          | 1          |
| Tổng cộng  | 18         | 5          |

Tính đến ngày 17 tháng 6 năm 2023

### Bàn thắng quốc tế
Bàn thắng và kết quả của Tajikistan được để trước.
| #  | Ngày                | Địa điểm                                                 | Đối thủ    | Bàn thắng | Kết quả | Giải đấu                 |
| -- | ------------------- | -------------------------------------------------------- | ---------- | --------- | ------- | ------------------------ |
| 1. | 5 tháng 9 năm 2019  | Sân vận động Pamir, Dushanbe, Tajikistan                 | Kyrgyzstan | 1–0       | 1–0     | Vòng loại World Cup 2022 |
| 2. | 5 tháng 2 năm 2021  | Sân vận động Hiệp hội bóng đá UAE, Dubai, UAE            | Jordan     | 1–0       | 1–0     | Giao hữu                 |
| 3. | 25 tháng 3 năm 2021 | Sân vận động Pamir, Dushanbe, Tajikistan                 | Mông Cổ    | 2–0       | 3–0     | Vòng loại World Cup 2022 |
| 4. | 29 tháng 3 năm 2022 | Sân vận động Markaziy, Namangan, Uzbekistan              | Uganda     | 1–1       | 1–1     | Giao hữu                 |
| 5. | 28 tháng 3 năm 2023 | Sân vận động Quốc tế Jaber Al-Ahmad, Kuwait City, Kuwait | Kuwait     | 1–2       | 1–2     | Giao hữu                 |